# Salvatore Riina
Salvatore Riina (Corleone, 16 de novembre de 1930 – Parma, 17 de novembre de 2017) o més conegut com a Totò Riina, «capo dei capi», «u curtu» o «la belva» ("la bèstia", nom usat pels mitjans italians) fou el capo de la Cosa Nostra, la màfia siciliana, des de 1974 fins al seu arrest l'any 1993.

## Activitat criminal
Planejà l'assassinat d'un centenar i mig de fiscals italians, policies i altres que estaven rere la Cosa Nostra. Donà l'ordre de posar fi a la vida dels jutges Giovanni Falcone (1992) i Paolo Borsellino (1993) i fou un dels pensadors dels atacs mortals de 1993 a Roma, Milà i Florència que acabaren amb 10 morts en total. Fou capturat el mateix 1993 a Palerm després de vint-i-tres anys com a fugitiu i condemnat a 26 cadenes perpètues.

## Biografia
Va néixer l'any 1930 a Corleone, fill d'un agricultor. Va perdre al seu pare i al seu germà amb tretze anys quan intentaven extreure pólvora d'una bomba de la Segona Guerra Mundial que no havia detonat. S'uní a la màfia a divuit anys. Després de la primera sentència de presó per assassinat, es va convertir, als anys cinquanta, en un dels soldats a les ordres del seu cap Lucciano Liggio, a qui va fer fora del poder l'any 1974.

### Mort
L'any 2015 ingressà a l'hospital de la presó de Parma, a causa d'una crisi respiratòria i problemes cardíacs, sota el 41 bis, un règim de presons considerat extremadament dur i amb una vigilància especial, aplicat a detinguts perillosos. Morí el 17 de novembre de 2017 a vuitanta-set anys, a causa d'un càncer de ronyó, a l'hospital de la ciutat de Parma a Itàlia on complia condemna de 26 cadenes perpètues des de 1993.